# Altocumulus floccus
Altocumulus floccus este o varietate de nor altocumulus denumit astfel datorită aspectului său lânos, asemănător unui smoc. Baza norului se poate forma până la 2.000 de metri sau până la 6.000 de metri. Se formează adesea în grupuri sau pete, iar bazele pot varia în înălțime în funcție de condițiile atmosferice diferite. Sunt asemănători cu altocumulus castellanus, dar au adesea o întindere verticală mai mică.
Norii floccus se formează în prezența unei instabilități condiționate, adesea superficiale, la nivel mediu. În unele ocazii, cum ar fi prezența unui strat instabil mai adânc, acești nori pot crește suficient de mult pentru a se transforma în furtuni.